# Liste der Kulturgüter in Burtigny
Die Liste der Kulturgüter in Burtigny enthält alle Objekte in der Gemeinde Burtigny im Kanton Waadt, die gemäss der Haager Konvention zum Schutz von Kulturgut bei bewaffneten Konflikten, dem Bundesgesetz vom 20. Juni 2014 über den Schutz der Kulturgüter bei bewaffneten Konflikten sowie der Verordnung vom 29. Oktober 2014 über den Schutz der Kulturgüter bei bewaffneten Konflikten unter Schutz stehen.
Objekte der Kategorie A sind im Gemeindegebiet nicht ausgewiesen, Objekte der Kategorie B sind vollständig in der Liste enthalten, Objekte der Kategorie C fehlen zurzeit (Stand: 1. Januar 2023).

## Kulturgüter
| Foto |                                                                              | Objekt | Kat. | Typ | Standort        | Beschreibung |
| ---- | ---------------------------------------------------------------------------- | --- | ---- | --- | --------------- | ------------ |
| ja   | Datei hochladen · Wikidata zu Grandes Tattes-Wald, Schalensteine (Q29890625) | Forêt des Grandes-Tattes, Schalensteine unbekannter Zeitstellung / Forêt des Grandes-Tattes, pierres à cupules date inconnue KGS-Nr.: 05969 | B    | F   | 510675 / 147526 |              |
| ja   | Datei hochladen · Wikidata zu Grandes Tattes-Wald, Schalensteine (Q29890624) | Forêt des Grandes-Tattes, Schalensteine unbekannter Zeitstellung / Forêt des Grandes-Tattes, pierres à cupules date inconnue KGS-Nr.: 14577 | B    | F   | 510740 / 147356 |              |
| BW   | Datei hochladen · Wikidata zu Grandes Tattes-Wald, Schalensteine (Q29890619) | Forêt des Grandes-Tattes, Schalensteine unbekannter Zeitstellung / Forêt des Grandes-Tattes, pierres à cupules date inconnue KGS-Nr.: 14578 | B    | F   | 511020 / 147861 |              |
| BW   | Datei hochladen · Wikidata zu Grandes Tattes-Wald, Schalensteine (Q29890622) | Forêt des Grandes-Tattes, Schalensteine unbekannter Zeitstellung / Forêt des Grandes-Tattes, pierres à cupules date inconnue KGS-Nr.: 14579 | B    | F   | 510840 / 147116 |              |